# Ligne 83 du tramway de Bruxelles (2008-2015)
Pour les articles homonymes, voir Ligne 83.
Ne doit pas être confondu avec Ligne 83 du tramway de Bruxelles (1914-1963) ou Ligne 83 du tramway de Bruxelles (2000-2007).
La ligne 83 est une ancienne ligne du tramway de Bruxelles qui reliait la gare de Berchem-Sainte-Agathe et le square Maréchal Montgomery (métro) à Woluwe-Saint-Pierre entre 2008 et 2015 et ne fonctionnant qu'en soirée en complément des lignes 81 et 82.

## Histoire
La ligne est mise en service le 30 juin 2008 entre la gare de Berchem-Sainte-Agathe et le square Maréchal Montgomery (métro) via l'itinéraire des lignes 81 et 82, elle fonctionne uniquement en soirée après 20h00, les fréquences étant moins soutenues sur ces deux lignes, nombreux sont les clients qui préfèrent limiter les correspondances.
Elle est supprimée le 23 février 2015, afin d'offrir une meilleure offre en soirée et d'augmenter la fréquence des trams sur la ligne 82 entre Gare du Midi et Berchem Station.

## Matériel roulant
- Automotrices PCC 7700/7800 ;
- Automotrices PCC 7900.

## Exploitation
Elle est exploitée sous le statut de ligne de soirée, entre 20h et 1 h, tous les soirs sur la totalité du parcours et à la cadence d'un tram toutes les 20 minutes. Les tramways ralliant Berchem Station à Montgomery en 70 minutes environ.

### Tracé
La ligne partait de Berchem Station, desservant Berchem-Shopping. Les trams de la ligne traversaient la place du Docteur Schweitzer, le cimetière de Molenbeek-Saint-Jean, et empruntaient la chaussée de Gand pour desservir Karreveld puis bifurquaient vers le sud afin de traverser la place Jef Mennekens, où se trouvait une boucle de retournement utilisée par la ligne 83 (2000-2007) et certains 82. Ils prenaient l'avenue Brigade Piron, Joseph Baeck et desservaient la Gare de l'Ouest. Elle passait par la place de la Duchesse de Brabant, du Triangle puis par la chaussée de Ninove. Arrivés à la porte de Ninove, elle descendait vers le sud-est sur le boulevard de l'Abattoir et traversait la porte d'Anderlecht, et continuait sur le boulevard du Midi. Les trams de la ligne utilisaient la trémie à ciel ouvert de la station Lemonnier afin de rejoindre la petite ceinture à la Gare du Midi, utilisant la station extérieure sur une rue Couverte en correspondance avec le 31. Les PCC 7700/7800 et 7900 descendaient vers le sud en prenant l'avenue Fonsny, se séparaient du 32 après la station Avenue du Roi. Puis les 83 empruntaient la rue Théodore Verhaegen, desservaient la place de Bethléem, et continuaient en desservant la barrière de Saint-Gilles. Les trams continuaient sur l'avenue de Jaer, desservaient la place Maurice Van Meenen, puis les rues de Lombardie et Antoine Bréart ; prenaient la rue Moris, la place Paul Janson, et la rue de l'Aqueduc. Ils changeaient ensuite de direction en desservant Sainte-Trinité puis roulaient sur les rues du Bailli, Lesbroussart et la place Eugène Flagey avant d'emprunter la rue du Germoir puis de la Brasserie, l'avenue Victor Jacobs et passaient par la place Saint-Antoine. Ils prenaient après l'avenue Eudore Primez, arrivaient au carrefour de la Chasse où une station du même nom se situe, puis traversaient la place des Acacias. Les trams passaient sur l'avenue de la Chasse, desservaient la place Saint-Pierre, puis remontaient l'avenue des Celtes et bifurquaient vers le nord-est. Et pour finir, ils desservaient Merode, pôle multimodal, puis prenaient ensuite l'avenue de Tervuren pour aboutir au grand pôle multimodal de Montgomery.

### Stations

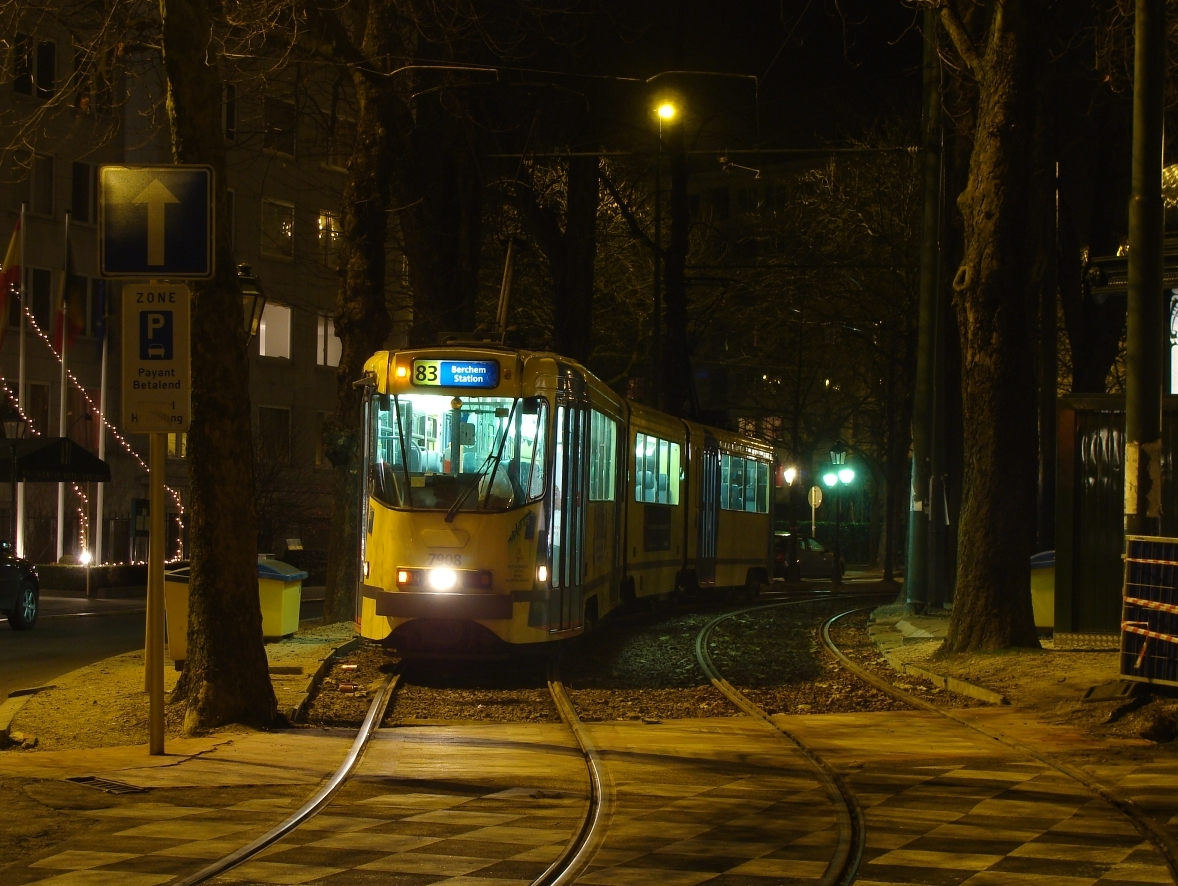
La motrice 7908 à son terminus Montgomery en attente du départ pour Berchem Station.

### Films de destination
La ligne utilisait une signalétique vert clair tirant sur le jaune (fiches horaires et films directionnels).

### Crédit interne
- Cet article est partiellement ou en totalité issu de l'article intitulé « Ligne 83 du tramway de Bruxelles » (voir la liste des auteurs).